# Moeda comemorativa de 2 euros
As moedas comemorativas de 2 euros são moedas de euro especialmente criadas pelos estados membros da Eurozona desde 2004, com o objectivo de comemorar algum acontecimento importante para o país. Até Novembro de 2006 foram cunhadas 21 variantes destas moedas, 6 em 2004, 8 em 2005 e 7 em 2006. Destinam-se a circulação, mas a importância destas emissões especiais está no valor que os coleccionistas lhes dão, estando estes dispostos a pagar preços superiores ao valor nominal da própria moeda.

## Regulação e restrições

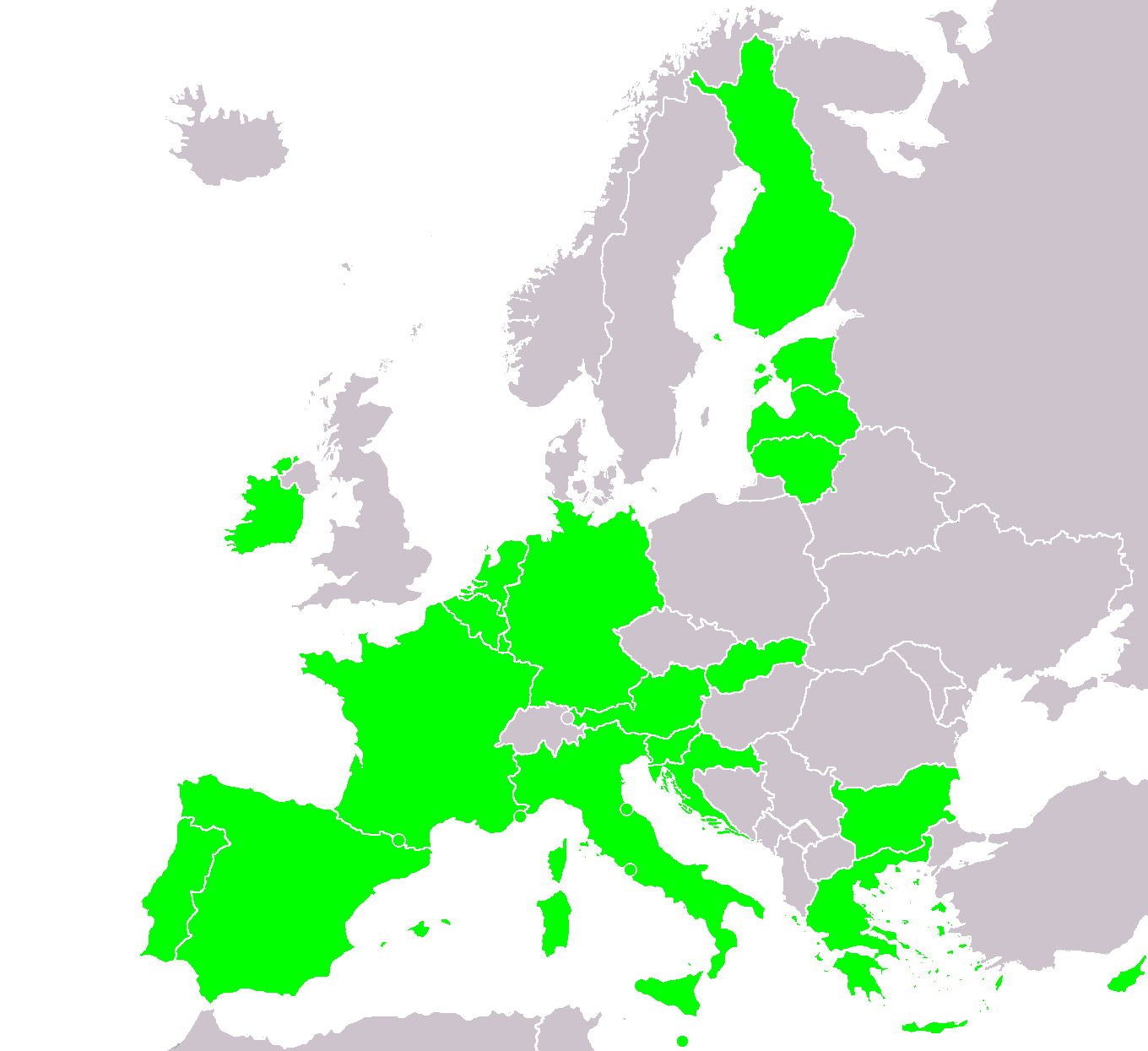
pelo menos uma moeda comemorativa
nenhuma moeda comemorativa
não pertence à Zona Euro

A base da existência destas moedas derivam de uma decisão do Conselho Europeu que acabou com a proibição de mudar a face nacional das moedas a partir de 1 de Janeiro de 2004. Apesar disto continuam a ser aplicadas uma série de recomendações e restrições.
Quanto ao desenho existem duas restrições. Não se poderá trocar a face comum da moeda, e a face nacional da moeda regular não pode ser trocada antes de 2008 a não ser que um chefe nacional representado na moeda faleça antes dessa data (isto já aconteceu com o Mónaco e o Vaticano, já que os seus chefes de estado, o príncipe Rainier III e o Papa João Paulo II, morreram em 2005 e o desenho foi alterado em 2006.
Outras restrições fazem referência à quantidade de moedas que pode ser emitida por ano, assim cada membro apenas pode criar uma moeda comemorativa por ano e sempre com o valor facial de 2€. O número total de moedas postas em circulação não deve ultrapassar as seguintes medidas:
- 0,1% do de moedas de 2€ postas em circulação por todos os membros da eurozona. Este limite pode-se aumentar excepcionalmente até aos 2% caso a moeda comemore um evento muito importante. No caso destas situação se verificar o estado membro responsável por esta emissão deve abster-se  de emitir este tipo de moedas nos quatro anos que se seguirem.
- 5% de todas as moedas postas em circulação pelo estado membro em forma de moeda comemorativa.

Outra decisão deste organismo acrescenta mais duas restrições. O estado que emita a moeda comemorativa deve ser indicado na face nacional de uma forma clara de maneira a que não haja dúvida quanto à sua proveniência e tanto o nome quanto a denominação da moeda não deve ser repetida no anverso da mesma forma que no reverso. Estas restrições não se aplicam retroactivamente, pois só os novos desenhos são obrigados a cumpri-la.
Para a criação de uma nova moeda comemorativa, deve-se informar a Comissão com uma antecedência de pelo menos de seis meses antes da emissão. O Comité Económico e Social Europeu, da União, é o órgão encarregado de aprovar as emissões naqueles casos em que se preveja um volume de emissão superior a 0,1%. A descrição do desenho assim como qualquer outra informação relacionada com o assunto deve ser publicado no Diário Oficial da União Europeia.
Apesar disto, com carácter excepcional, será emitida a 25 de Março de 2007 uma moeda comemorativa em todos os estados membros da eurozona para celebrar os 50 anos do Tratado de Roma. Apesar da excepcionalidade do espécie, será aplicada toda a legislação vigente acerca da emissão de moedas comemorativas.

## Características
A partir de Janeiro de 2010, 15 Países emitiram independentemente moedas comemorativas de €2 (Áustria, Bélgica, Finlândia, França, Alemanha, Grécia, Itália, Luxemburgo, Mónaco, Portugal, San Marino, Eslováquia, Eslovénia, Espanha e do Vaticano), A Grécia foi o primeiro país a emitir este tipo de moeda. Quatro países da Zona Euro ainda não emitiram moedas comemorativas (Chipre, Irlanda, Malta e Países Baixos), também ja houve duas moedas comemorativas de €2 comuns, emitidas por todos os Estados membros da Zona Euro (Tratado de Roma em 2007, a União Económica e Monetária da União Europeia em 2009).
| Áustria | 3 + 0       |                   |   |   |   |    |    |   |    |       |
| Bélgica | 6 + 0       |                   |   |   |   |    |    |   |    |       |
| Chipre | 1 + 0       |                   |   |   |   |    |    |   |    |       |
| Finlândia | 8 + 0       |                   |   |   |   |    |    |   |    |       |
| França | 3 + 0       |                   |   |   |   |    |    |   |    |       |
| Alemanha | 6 + 0       |                   |   |   |   |    |    |   |    |       |
| Grécia | 3 + 0       |                   |   |   |   |    |    |   |    |       |
| Irlanda | 2 + 0       |                   |   |   |   |    |    |   |    |       |
| Itália | 7 + 0       |                   |   |   |   |    |    |   |    |       |
| Luxemburgo | 9 + 0       |                   |   |   |   |    |    |   |    |       |
| Malta | 1 + 0       |                   |   |   |   |    |    |   |    |       |
| Mónaco | 1 + 0       |                   |   |   |   |    |    |   |    |       |
| Países Baixos | 2 + 0       |                   |   |   |   |    |    |   |    |       |
| Portugal | 5 + 1       |                   |   |   |   |    |    |   |    | P     |
| San Marino | 6 + 0       |                   |   |   |   |    |    |   |    |       |
| Eslováquia | 2 + 0       |                   |   |   |   |    |    |   |    |       |
| Eslovênia | 4 + 0       |                   |   |   |   |    |    |   |    |       |
| Espanha | 4 + 0       |                   |   |   |   |    |    |   |    |       |
| Vaticano | 6 + 0       |                   |   |   |   |    |    |   |    |       |
| Total | 80 + 1      | 6                 | 8 | 7 | 7 | 13 | 10 | 9 | 16 | 4 + 1 |
| \| T.R.: Tratado de Roma U.E.: 10º Aniversário do Euro. \| Emitida \| Fora da Zona Euro \| \| T.R.: Tratado de Roma U.E.: 10º Aniversário do Euro. \| Não Emitida \| P – Previsto \| |             |                   |   |   |   |    |    |   |    |       |
| T.R.: Tratado de Roma U.E.: 10º Aniversário do Euro. | Emitida     | Fora da Zona Euro |   |   |   |    |    |   |    |       |
| T.R.: Tratado de Roma U.E.: 10º Aniversário do Euro. | Não Emitida | P – Previsto      |   |   |   |    |    |   |    |       |

Usualmente o valor facial destas moedas é inferior ao valor numismático, que varia entre 3€ e 12€. As excepções são São Marino (30€ a 40€) e o Vaticano (valores superiores a 100€).

### Moedas de 2004
| Imagem                                      | País | Características                                | Volume                 | Data                   |  |
| Moeda Comemorativa 2 euros 2004, Grécia     | Grécia | Jogos Olímpicos de 2004 em Atenas              | 50 milhões de moedas   | Maio de 2004           |  |
| Moeda Comemorativa 2 euros 2004, Grécia     | Descrição: As doze Estrelas da União Europeia colocadas em torno do anel exterior envolvem o desenho de uma estátua da antiguidade que representa um discóbolo no momento do lançamento do disco. A base da estátua sobrepõe-se a uma pequena parte do anel exterior da moeda (parte exterior). O logótipo dos Jogos Olímpicos “ATENAS 2004” e os cinco anéis olímpicos são representados à esquerda, enquanto o algarismo “2” e a palavra “ΕΥΡΩ” se encontram sobrepostos à direita. O ano é inscrito de um lado e do outro da estrela colocada ao centro e em baixo, da seguinte forma: 20*04. O símbolo da casa da moeda encontra-se acima e à esquerda da cabeça do atleta.                                                                      |                                                |                        |                        |  |
| Moeda comemorativa 2 euros 2004, Finlândia  | Finlândia | Entrada de dez novos países na União Europeia  | 1 milhões de moedas    | Julho de 2004          |  |
| Moeda comemorativa 2 euros 2004, Finlândia  | Descrição: O desenho representa um pilar estilizado, a partir do qual se erguem rebentos. Os rebentos representam o alargamento da União Europeia e o pilar a base para o crescimento. Perto do pilar estão inscritas as letras “EU”. Na parte superior da moeda aparece o ano “2004”. O desenho é circundado por doze estrelas, bem como pelo ano. |                                                |                        |                        |  |
| Moeda comemorativa 2 euros 2004, Luxemburgo | Luxemburgo | Efígie e Monograma do Grão-Duque Henrique      | 2,49 milhões de moedas | 26 de Julho de 2004    |  |
| Moeda comemorativa 2 euros 2004, Luxemburgo | Descrição: A moeda representa, no lado esquerdo da sua parte interior, a efígie de Sua Alteza Real, o Grão-Duque Henri, dirigindo o olhar para a direita, e, no lado direito, o seu monograma (um “H” especial coberto por uma coroa). As 12 estrelas estão dispostas em semicírculo à direita do monograma. Na parte superior do anel figuram, em forma circular, o ano 2004, rodeado por uma marca da casa da moeda e das iniciais do gravador, e a palavra “LËTZEBUERG”. As palavras “HENRI - Grand-Duc de Luxembourg “ figuram na parte inferior do anel. |                                                |                        |                        |  |
| Moeda Comemorativa 2 Euro 2004, Itália      | Itália | 50.º aniversário do Programa Alimentar Mundial | 16 milhões de moedas   | 13 de Dezembro de 2004 |  |
| Moeda Comemorativa 2 Euro 2004, Itália      | Descrição: No centro apresenta-se o globo terrestre, inclinado para a direita e com a inscrição “WORLD FOOD PROGRAMME”. Uma espiga de trigo, uma de milho e outra de arroz, os três cereais que representam os recursos alimentares essenciais do mundo emergem de detrás do globo. À direita do globo, está inscrita a letra “I” sobreposta à letra “R”, em representação da “Repubblica Italiana” e, num plano inferior e com uma dimensão menor, uma combinação das letras U e P, que representam as iniciais da gravadora, Uliana Pernazza. Na parte superior esquerda do globo, figura o símbolo da casa da moeda “R” e, debaixo do globo, o ano de emissão “2004”. As 12 estrelas da União Europeia estão colocadas em torno do anel exterior. |                                                |                        |                        |  |
| Moeda comemorativa 2 euros 2004, San Marino | San Marino | Bartolomeo Borghesi (historiador e numismata)  | 110 mil moedas         | 16 de Dezembro de 2004 |  |
| Moeda comemorativa 2 euros 2004, San Marino | Descrição: O busto de Bartolomeo Borghesi é circundado pelas 12 estrelas da União Europeia, localizadas no círculo exterior da moeda, e pelo ano de emissão “2004”, localizado em baixo, numa posição central. À esquerda do busto encontra-se a inscrição “Bartolomeo Borghesi” e, sobrepondo-se uma à outra, a letra “R” e as iniciais do gravador “E.L.F.”. À direita do busto encontra-se a inscrição “San Marino”. |                                                |                        |                        |  |
| Moeda comemorativa 2 euros 2004, Vaticano   | Vaticano | 75.º aniversário do Tratado de Latrão          | 85 mil moedas          | 16 de Dezembro de 2004 |  |
| Moeda comemorativa 2 euros 2004, Vaticano   | Descrição: A parte interior contém uma representação esquemática das muralhas que delimitam a Cidade do Vaticano com a Basílica de São Pedro em primeiro plano. Exibe também as inscrições “75.º ANNO DELLO STATO” e “1929-2004”, bem como, em letras pequenas, o nome do desenhador “VEROI” e as iniciais do gravador “L.D.S. INC”. No anel externo figuram as 12 estrelas da União Europeia e a inscrição “CITTA' DEL VATICANO”. |                                                |                        |                        |  |

### Moedas de 2005
| Imagem | País       | Características                                                                                   | Volume                | Data                    |
| --- | ---------- | ------------------------------------------------------------------------------------------------- | --------------------- | ----------------------- |
| | Luxemburgo | 50.º aniversário do Grão-Duque 5.º aniversário do seu reinado 100.º da morte do Grão-Duque Adolfo | 2,8 milhões de moedas | 15 de Fevereiro de 2005 |
| Descrição: A efígie de Sua Alteza Real, o Grão-Duque Henri, virado à direita, sobreposta à efígie do ex-Grão-Duque Adolphe é apresentada no centro da moeda. Acima das efígies, encontra-se inscrita a legenda “GRANDS-DUCS DE LUXEMBOURG”. O nomes “HENRI”, com “* 1955” por baixo, e “ADOLPHE”, com “†1905”, figuram abaixo das respectivas efígies. No anel externo da moeda, as 12 estrelas que circundam o desenho encontram-se colocadas entre as letras da palavra “LËTZEBUERG” e a data de emissão, 2005, que se encontra posicionada na parte inferior da moeda e é flanqueada à esquerda pela letra “S” e à direita pelo símbolo da casa da moeda.                                                               |            |                                                                                                   |                       |                         |
| |            |                                                                                                   |                       |                         |
| | Áustria    | 50.º aniversário do Tratado de Estado Áustriaco                                                   | 7 milhões de moedas   | 11 de Maio de 2005      |
| Descrição: O centro da moeda exibe uma reprodução das assinaturas e chancelas constantes do Tratado relativo ao Estado austríaco, assinado em Maio de 1955 pelos ministros dos Negócios Estrangeiros e pelos embaixadores da União Soviética, Reino Unido, EUA e França, bem como pelo Ministro dos Negócios Estrangeiros austríaco, Leopold Figl. A inscrição «50 JAHRE STAATSVERTRAG» é apresentada por cima das chancelas e o ano de emissão, 2005, figura por baixo. As barras verticais em pano de fundo representam as cores nacionais da Áustria (vermelho-branco-vermelho). A parte externa da moeda exibe as doze estrelas da UE.                                                                                 |            |                                                                                                   |                       |                         |
| |            |                                                                                                   |                       |                         |
| | Bélgica    | União Económica da Bélgica e Luxemburgo                                                           | 6 milhões de moedas   | 20 de Maio de 2005      |
| Descrição: As efígies do Grão-Duque Henri do Luxemburgo e do Rei Albert II da Bélgica são apresentadas de perfil (da esquerda para a direita) no centro do desenho, por cima do ano de emissão “2005”. As iniciais do gravador, "LL", surgem na parte inferior à direita. As duas efígies e a data encontram-se rodeadas pelas doze estrelas da UE e pelos monogramas do Grão-Duque Henri, à esquerda, e do Rei Albert II, à direita. Cada um dos dois símbolos da casa da moeda é apresentado entre duas estrelas, na parte inferior da moeda. |            |                                                                                                   |                       |                         |
| |            |                                                                                                   |                       |                         |
| | Espanha    | 4.º centenário da primeira edição de Don Quixote de la Mancha                                     | 8 milhões de moedas   | 30 de Junho de 2005     |
| Descrição: A parte central da moeda apresenta uma imagem de Dom Quixote, empunhando uma lança, e moinhos de vento como pano fundo. À esquerda, encontra-se gravada (incusa) a palavra “ESPAÑA” e, abaixo desta, a marca da casa da moeda “M”. No anel externo da moeda, encontram-se representadas as 12 estrelas da União Europeia, estando quatro delas incusas. O ano de emissão figura na parte inferior. |            |                                                                                                   |                       |                         |
| |            |                                                                                                   |                       |                         |
| | San Marino | Ano Mundial da Física                                                                             | 130 mil moedas        | 14 de Outubro de 2005   |
| Descrição: A parte central da moeda apresenta uma interpretação livre da pintura alegórica conhecida como «la fisica antica», ou o estudo dos planetas, representando Galileo Galilei. O ano de cunhagem surge debaixo de um globo, colocado sobre uma secretária. À esquerda da imagem é visível o símbolo da casa da moeda «R» e as iniciais do gravador «LDS» figuram à direita. A denominação «San Marino» forma um semicírculo na parte superior da imagem e a expressão «ANNO MONDIALE DELLA FISICA» está disposta no bordo da parte inferior. A coroa circular externa exibe as doze estrelas da União Europeia, separadas pelas extremidades da estrutura estilizada de um átomo, que cobre a totalidade da moeda. |            |                                                                                                   |                       |                         |
| |            |                                                                                                   |                       |                         |
| | Finlândia  | 60º aniversário da criação das Nações Unidas 50º aniversário da adesão da Finlândia à ONU         | 2 milhões de moedas   | 20 de Outubro de 2005   |
| Descrição: A parte central da moeda apresenta uma pomba da paz formada por peças de puzzle. Por baixo da pomba, a inscrição «Finland — UN» à esquerda e o ano de cunhagem à direita formam o bordo da metade inferior da imagem central. Entre o último dígito do ano e a extremidade de uma peça de puzzle é visível a letra «K», que representa a inicial do gravador. A marca da casa da moeda «M» situa-se imediatamente abaixo da representação da pomba da paz. Na coroa circular externa figuram as doze estrelas da União Europeia. |            |                                                                                                   |                       |                         |
| |            |                                                                                                   |                       |                         |
| | Itália     | 1.º aniversário da constituição europeia                                                          | 18 milhões de moedas  | 29 de Outubro de 2005   |
| Descrição: No centro da moeda estão representados Europa e o touro. Europa segura uma caneta e o texto da Constituição Europeia. À esquerda da imagem central é visível, em cima, o símbolo da casa da moeda “R”; no bordo inferior figuram as iniciais da gravadora, “MCC” (Maria Carmela Colaneri). À direita, o ano de cunhagem aparece no topo, por cima da cabeça do touro. Na parte inferior da ilustração figura o monograma da República Italiana, “RI”. Na coroa circular externa, a expressão “COSTITUZIONE EUROPEA” forma quase um semicírculo na parte inferior e as doze estrelas ornamentam o resto da coroa.                                                                                                |            |                                                                                                   |                       |                         |
| |            |                                                                                                   |                       |                         |
| | Vaticano   | 20.ª Jornada Mundial da Juventude, Colónia                                                        | 100 mil moedas        | 6 de Dezembro de 2005   |
| Descrição: No centro da moeda está representada a Catedral de Colónia, com um cometa atravessando a parte superior do desenho. A expressão “XX GIORNATA MONDIALE DELLA GIOVENTU” está inscrita à volta do bordo superior da imagem central, interrompida pela cauda do cometa e pelos pináculos de duas das torres da catedral, ocupando um deles parte da coroa externa. Doze estrelas estão dispostas num semicírculo na parte superior da coroa circular externa, interrompidas pelo ano de cunhagem (2005) e pelo símbolo da casa da moeda “R”. Por baixo da imagem central, a expressão “CITTÁ DEL VATICANO” forma um semicírculo na coroa externa.                                                                   |            |                                                                                                   |                       |                         |

### Moedas de 2006
| Imagem | País       | Evento                                                      | Quantidade         | Data                    |
| ------ | ---------- | ----------------------------------------------------------- | ------------------ | ----------------------- |
|        | Luxemburgo | 25.º aniversário do Grão-Duque Herdeiro Guilherme.          | 1,1 milhões moedas | 1 de Fevereiro de 2006  |
|        |            |                                                             |                    |                         |
|        | Alemanha   | Holstentor em Lübeck, Schleswig-Holstein.                   | 30 milhões moedas  | 3 de Fevereiro de 2006  |
|        |            |                                                             |                    |                         |
|        | Itália     | Jogos Olímpicos de Inverno de 2006 em Turim                 | 40 milhões moedas  | 10 de Fevereiro de 2006 |
|        |            |                                                             |                    |                         |
|        | Bélgica    | Reabertura do Atomium em Bruxelas                           | 5 milhões moedas   | 10 de Abril de 2006     |
|        |            |                                                             |                    |                         |
|        | Finlândia  | 1.º Centenário da introdução do sufrágio universal e igual. | 2,5 milhões moedas | 4 de Outubro de 2006    |
|        |            |                                                             |                    |                         |
|        | San Marino | 500 anos da morte de Cristóvão Colombo.                     | 120 mil moedas     | 17 de Outubro de 2006   |
|        |            |                                                             |                    |                         |
|        | Vaticano   | 500 anos da criação da Guarda Suíça.                        | 120 mil moedas     | 9 de Novembro de 2006   |

### Moedas de 2007
| Imagem | País                       | Evento                                                | Quantidade                                                                          | Data                   |
| ------ | -------------------------- | ----------------------------------------------------- | ----------------------------------------------------------------------------------- | ---------------------- |
|        | Alemanha                   | Castelo de Schwerin, Mecklemburgo-Pomerânia Ocidental | 30 milhões de moedas                                                                | 2 de Fevereiro de 2007 |
|        |                            |                                                       |                                                                                     |                        |
|        | Luxemburgo                 | Palácio Grão-Ducal                                    | 1 100 000 moedas                                                                    | 2 de Fevereiro de 2007 |
|        |                            |                                                       |                                                                                     |                        |
|        | Vaticano                   | 80º aniversário do Papa Bento XVI                     | 100 000 moedas                                                                      | 16 de Abril de 2007    |
|        |                            |                                                       |                                                                                     |                        |
|        | União Europeia (Zona Euro) | 50 aniversário do Tratado de Roma.                    | Ver Moeda Comemorativa do 50.º aniversário do Tratado de Roma                       | 25 de Março de 2007    |
|        |                            |                                                       |                                                                                     |                        |
|        | Portugal                   | Presidência do Conselho da União Europeia.            | 2 050 000 moedas das quais: 35 000 com acabamento BNC e 15 000 com acabamento PROOF | Junho de 2007          |
|        |                            |                                                       |                                                                                     |                        |
|        | San Marino                 | 200º aniversário de Giuseppe Garibaldi                | 110 mil moedas                                                                      | Setembro de 2007       |
|        |                            |                                                       |                                                                                     |                        |
|        | Mónaco                     | 25º aniversário da morte da princesa Grace Kelly      | 20 mil moedas                                                                       | Julho de 2007          |
|        |                            |                                                       |                                                                                     |                        |
|        | Finlândia                  | 90º aniversário da independencia do pais              | 2 000 00 moedas                                                                     | Dezembro de 2007       |

- NOTA:Para visualizar as outras moedas de Euro (não comemorativas), ir a Categoria Moedas de Euro, no fundo da página.

#### Moedas de 2007 – moeda comemorativa do 50.º aniversário do Tratado de Roma
Esta moeda foi emitida por todos os países membros da Eurozona, inclusive a Eslovénia que aderiu ao Euro em 2007, para comemorar o 50.º aniversário do Tratado de Roma.
De acordo com o Banco Central Europeu, a moeda exibe o documento do Tratado, assinado pelos seis membros fundadores (Alemanha, França, Itália, Bélgica, Países Baixos e Luxemburgo), sobre um fundo que evoca o pavimento (projectado por Michelangelo) da Piazza del Campidoglio em Roma, local onde se realizou a cerimónia de assinatura, em 25 de Março de 1957. As inscrições “Tratado de Roma”, “50 anos” e “EUROPA”, bem como o nome do país emissor, figuram nas respectivas línguas da área do euro ou em latim. Assim, a imagem exibida é igual mas as inscrições variam consoante o país.
O Tratado de Roma instituiu a Comunidade Económica Europeia e levou à introdução do euro em 1999 e ao lançamento em circulação das notas e moedas de euro em 2002. As comemorações do 50.o aniversário tiveram lugar no dia 25 de Março de 2007. Os países da área do euro decidiram celebrar o acontecimento emitindo conjuntamente esta moeda comemorativa. O desenho foi seleccionado na sequência de um concurso organizado pelas casas da moeda europeias.
| Alemanha | Áustria | Bélgica | Eslovênia | Espanha |
| -------- | ------- | ------- | --------- | ------- |
|          |         |         |           |         |

| Finlândia | França | Grécia | Irlanda | Itália |
| --------- | ------ | ------ | ------- | ------ |
|           |        |        |         |        |

| Luxemburgo | Países Baixos | Portugal |
| ---------- | ------------- | -------- |
|            |               |          |

### Moedas de 2008
| Imagem | País       | Evento                                                         | Quantidade        | Data               |
| ------ | ---------- | -------------------------------------------------------------- | ----------------- | ------------------ |
|        | Alemanha   | Igreja de Sankt Michaelis em Hamburgo                          | 30 000 000 moedas | Fevereiro de 2008  |
|        |            |                                                                |                   |                    |
|        | Luxemburgo | Castelo de Berg                                                | 1 300 000 moedas  | Fevereiro de 2008  |
|        |            |                                                                |                   |                    |
|        | Itália     | 60.º aniversário da Declaração Universal dos Direitos do Homem | 5 000 000 moedas  | Abril de 2008      |
|        |            |                                                                |                   |                    |
|        | San Marino | Ano Europeu do Diálogo Intercultural                           | 130 000 moedas    | Abril de 2008      |
|        |            |                                                                |                   |                    |
|        | Bélgica    | 60.º aniversário da Declaração Universal dos Direitos do Homem | 5 000 000 moedas  | Abril/Maio de 2008 |
|        |            |                                                                |                   |                    |
|        | Eslovênia  | 500.º aniversário do nascimento de Primož Trubar               | 1 000 000 moedas  | Maio de 2008       |
|        |            |                                                                |                   |                    |
|        | França     | Presidência do Conselho da União Europeia                      | 20 000 000 moedas | Julho de 2008      |
|        |            |                                                                |                   |                    |
|        | Vaticano   | Ano de São Paulo                                               | 100 000 moedas    | Setembro de 2008   |
|        |            |                                                                |                   |                    |
|        | Portugal   | 60.º aniversário da Declaração Universal dos Direitos do Homem | 600 000 moedas    | Setembro de 2008   |
|        |            |                                                                |                   |                    |
|        | Finlândia  | 60.º aniversário da Declaração Universal dos Direitos do Homem | 1 500 000 moedas  | Outubro de 2008    |

### Moedas de 2009
| Imagem | País       | Características                                                                           | Volume                 | Data                   |
| --- | ---------- | ----------------------------------------------------------------------------------------- | ---------------------- | ---------------------- |
| | Luxemburgo | 90.º Aniversário da ascensão de Grã-Duquesa Carlota de Luxemburgo ao trono                | 1,4 milhões            | 1 de Janeiro de 2009   |
| Descrição: A moeda mostra a efígie do Grão-Duque Henri do lado esquerdo, no interior, superimposto na efígie da Grã-Duque Carlota, ambos olhando para a esquerda. O texto LËTZEBUERG alinhado verticalmente e a marca do ano, flanqueada pelo símbolo do mestre de cunhagem e a marca da entidade emissora, aparecem do lado direito, na parte interior da moeda. As doze estrelas da União Europeia envolvem o desenho no anel exterior.                                                                                                |            |                                                                                           |                        |                        |
| |            |                                                                                           |                        |                        |
| | Alemanha   | Ludwigskirche em Saarbrücken (Saarland) Quarta da Série dos Estados Federados da Alemanha | 30 milhões de moedas   | 2 de Fevereiro de 2009 |
| Descrição: O interior ilustra a Igreja de Ludwigskirche em Saarbrücken. O nome do estado SAARLAND e a marca do emissor aparecem sob o monumento; as iniciais do autor, FB (Friedrich Brenner), são mostradas do lado direito do monumento. A parte inferior do anel exterior da moeda destaca a inscrição BUNDESREPUBLIK DEUTSCHLAND, e a parte superior apresenta a marca do ano. As doze estrelas da União Europeia envolvem o desenho no anel exterior da moeda.                                                                      |            |                                                                                           |                        |                        |
| |            |                                                                                           |                        |                        |
| | San Marino | Ano Europeu da Criatividade e Inovação                                                    | 130 000 moedas         | Maio 2009              |
| Descrição: A parte interior da moeda revela objectos que representam a investigação científica: um livro, um compasso, um tubo de ensaio e um frasco. Do lado esquerdo constam as três folhas emblemáticas da República de San Marino. Do lado direito são mostradas as marcas da entidade emissora e do ano. Ao topo está a legenda CREATIVITÀ INNOVAZIONE. Ao fundo estão as inscrições SAN MARINO e as iniciais do artista, A.M.. As doze estrelas da União Europeia envolvem o desenho no anel exterior da moeda                     |            |                                                                                           |                        |                        |
| |            |                                                                                           |                        |                        |
| | Portugal   | Jogos da Lusofonia de 2009                                                                | 1,25 milhões de moedas | Junho 2009             |
| Descrição: A parte interior da moeda mostra um ginasta agitando uma longa faixa. No topo, o brasão de Portugal aparece envolvido num semicírculo formado pela inscrição PORTUGAL. Num semicírculo ao fundo a legenda 2.os JOGOS DA LUSOFONIA LISBOA está inscrita entre as iniciais INCM à esquerda e o nome do artista J. AURÉLIO à direita. A marca do ano surge acima da cabeça do ginasta, à esquerda. As doze estrelas da União Europeia envolvem o desenho no anel exterior da moeda (em fundo de linhas circulares concêntricas). |            |                                                                                           |                        |                        |
| |            |                                                                                           |                        |                        |
| | Eslováquia | 20º Aniversário do início da Revolução de Veludo                                          | 1 milhão de moedas     | 17 de Novembro de 2009 |
| Descrição: Em breve. |            |                                                                                           |                        |                        |
| |            |                                                                                           |                        |                        |
| | Vaticano   | Ano Internacional da Astronomia                                                           | desconhecido           | 2009                   |
| Descrição: Em breve. |            |                                                                                           |                        |                        |
| |            |                                                                                           |                        |                        |
| | Itália     | 200º Aniversário de Louis Braille                                                         | 2 milhões de moedas    | 30 de Novembro de 2009 |
| Descrição: Em breve. |            |                                                                                           |                        |                        |
| |            |                                                                                           |                        |                        |
| | Bélgica    | 200º Aniversário de Louis Braille                                                         | desconhecido           | Setembro 2009          |
| Descrição: Em breve. |            |                                                                                           |                        |                        |

#### Moedas de 2009 – moeda comemorativa do 10.º aniversário da União Económica e Monetária
Moeda emitida por todos os países membros da Zona Euro, inclusive a Eslováquia que aderiu ao Euro em 2009, para comemorar o 10.º aniversário da União Económica e Monetária e da criação do euro.
| Alemanha | Áustria | Bélgica | Chipre | Eslováquia |
| -------- | ------- | ------- | ------ | ---------- |
|          |         |         |        |            |

| Eslovênia | Espanha | Finlândia | França | Grécia |
| --------- | ------- | --------- | ------ | ------ |
|           |         |           |        |        |

| Irlanda | Itália | Luxemburgo | Países Baixos | Portugal |
| ------- | ------ | ---------- | ------------- | -------- |
|         |        |            |               |          |

| Malta |
| ----- |
|       |

Devido a leis especiais que requerem a presença do retrato do Grão-Duque incumbente, a edição Luxemburguesa difere ligeiramente das restantes para além das inscrições, já que foram adicionadas dois retratos do Grão-Duque (como imposto pela leis nacionais). O método utilizado (cunhagem multivista) foi ainda mais sofisticado que o utilizado em 2007, uma vez que os retratos do Grão-Duque vistos são diferentes, dependendo do ângulo de observação, ie, visto com a moeda inclinada para a esquerda ou para a direita.
O desenho final da moeda foi determinado por voto electrónico que decorreu entre 31 de Janeiro a 22 de Fevereiro de 2008, com resultado anunciado a 25 de Fevereiro do mesmo ano. Os desenhos foram pré-seleccionados pelos directores nacionais das entidades emissoras na Eurozona.
Para a edição comum foram concebidos cinco desenhos, sendo o vencedor George Stamatopoulos, um escultor do emissora do Banco da Grécia.

1ª posição (41,48%)1ª posição (41,48%)
2ª posição (32,67%)2ª posição (32,67%)
3ª posição (11,15%)3ª posição (11,15%)
4ª posição (7,71%)4ª posição (7,71%)
5ª posição (7,01%)5ª posição (7,01%)

### Moedas de 2010
| Imagem | País                   | Características                                   | Volume               | Data                  |
| --- | ---------------------- | ------------------------------------------------- | -------------------- | --------------------- |
| | Luxemburgo             | Armas do Grão-duque                               | 1 milhão de moedas   | Janeiro 2010          |
| Descrição: Brevemente |                        |                                                   |                      |                       |
| |                        |                                                   |                      |                       |
| | Eslovênia              | 200.º aniversário do Jardim Botânico de Ljubljana | 1 milhão de moedas   | Maio 2010             |
| Descrição: Brevemente |                        |                                                   |                      |                       |
| |                        |                                                   |                      |                       |
| | Alemanha               | Câmara Municipal de Bremen                        | 30 milhões de moedas | 29 de Janeiro de 2010 |
| Descrição: Brevemente |                        |                                                   |                      |                       |
| |                        |                                                   |                      |                       |
| | Espanha                | Centro Histórico d Córdoba                        | 8 milhões de moedas  | Fevereiro 2010        |
| Descrição: A moeda celebra o centro histórico de Córdova, o primeiro local espanhol a ser incluído na lista do Património Mundial da UNESCO em 1984. Exibe o “bosque de colunas” da Grande Mesquita-Catedral de Córdova, um dos mais antigos e importantes exemplos de arte islâmica na Europa. Construída entre os séculos VIII e X, a Mesquita foi posteriormente consagrada como catedral cristã, sendo objecto de sucessivas transformações. Trata-se da primeira moeda de uma nova série dedicada a locais espanhóis inscritos na lista do Património Mundial da UNESCO, que será emitida numa base anual a partir de 2010. |                        |                                                   |                      |                       |
| |                        |                                                   |                      |                       |
| . | Portugal               | Centenário da República Portuguesa                | 2 milhões de moedas  | Setembro 2010         |
| . | Descrição: Brevemente. |                                                   |                      |                       |

### Série dos Estados Federados daAlemanha
A Alemanha começou esta série, Die 16 Bundesländer der Bundesrepublik Deutschland (os 16 estados da República Federal da Alemanha), em 2006. Esta série continuará a ser emitida até 2021 sendo lançada com uma periodicidade anual uma nova moeda. O ano de emissão desta vai coincidir com o estado que exerça a presidência da Bundesrat. A ordem de emissão é a seguinte:
| Ano  | Número | Estado                           | Motivo                               | Moeda |
| ---- | ------ | -------------------------------- | ------------------------------------ | ----- |
| 2006 | 1      | Schleswig-Holstein               | Holstentor em Lübeck                 |       |
| 2007 | 2      | Mecklemburgo-Pomerânia Ocidental | Castelo de Schwerin                  |       |
| 2008 | 3      | Hamburgo                         | St. Michaelis                        |       |
| 2009 | 4      | Sarre                            | Ludwigskirche em Saarbrücken         |       |
| 2010 | 5      | Bremen                           | Câmara Municipal de Bremen           |       |
| 2011 | 6      | Renânia do Norte-Vestfália       | Catedral de Colónia                  |       |
| 2012 | 7      | Baviera                          | Castelo de Neuschwanstein            |       |
| 2013 | 8      | Baden-Württemberg                | Abadía de Maulbronn                  |       |
| 2014 | 9      | Baixa Saxônia                    | Câmara Municipal de Hanôver          |       |
| 2015 | 10     | Hessen                           | Antiga Câmara Municipal de Frankfurt |       |
| 2016 | 11     | Saxônia                          | Palácio de Zwinger em Dresde         |       |
| 2017 | 12     | Renânia-Palatinado               | Porta Nigra em Trier                 |       |
| 2018 | 13     | Berlim                           | Reichstag                            |       |
| 2019 | 14     | Saxônia-Anhalt                   | Catedral de Magdeburgo               |       |
| 2020 | 15     | Turíngia                         | Castelo de Wartburg em Eisenach      |       |
| 2021 | 16     | Brandemburgo                     | Palácio de Sanssouci em Potsdam      |       |

Esta série é parecida à 50 State Quarters dos Estados Unidos.